# T
La T és la vintena lletra de l'alfabet català i setzena de les consonants. El seu nom és te.
Prové de la lletra Tâw que era última de l'alfabet semític oriental i de l'hebreu. D'aquestes llengües va passar al grec Tαυ (Tau), després a l'etrusc i després al llatí, sempre amb el so de /t/.

## Fonètica
En català representa l'oclusiva alveolar sorda. Amb la ics forma el dígraf tx que representa el so palatal africat (dutxa). Amb la g fa el dígraf tg que representa el so /dʒ/ menys en els dialectes apitxats que sona com tx

## Significats de T
- Bioquímica: en majúscula és el símbol de la timina i de la treonina.
- Física: en minúscula és el símbol del temps i en Majúscula de la tesla. Pot designar també la temperatura
- Lingüística: és la segona lletra més comuna de l'anglès i la lletra per la qual comencen més paraules en aquest idioma
- Química: en majúscula és el símbol del Triti.
- SI: en majúscula símbol de tera.

## Símbols derivats o relacionats
| Caràcter | Descripció           | Unicode (maj./min.) | Html (maj./min.) | Notes d'ús |
| -------- | -------------------- | ------------------- | ---------------- | --- |
| Ť        | T amb anticircumflex | U+0164 U+0165       |                  | txec |
| Ț        | T amb coma inferior  | U+021A U+021B)      |                  | romanès |
| Ţ        | T amb cedilla        | U+0162 U+0163       |                  | (cap llengua, confusió històrica per anologia amb C,S amb cedilla del turc i S,T amb coma inferior del romanès) |
| Ṫ        | T amb punt superior  | U+1E6A U+1E6B       |                  | irlandès |
| Ṭ        | T amb punt inferior  | U+1E6C U+1E6D)      |                  | (transcripció de l'àrab)                                                                                        |
| Ŧ        | T barrada            | U+0166 U+0167       |                  | lapó |
| Þ        | thorn                | U+00DE U+00FE       | &THORN; &thorn;  | islandès |